# Felix de Monpezat
Felix, comte de Monpezat, né le 22 juillet 2002 à Copenhague au Danemark, est le deuxième enfant du prince Joachim de Danemark et de sa première épouse, Alexandra Manley.

## Biographie

### Naissance et famille
Felix, comte de Monpezat (né prince Felix de Danemark) naît le 22 juillet 2002 à Rigshospitalet au centre de Copenhague au Danemark. Il est le deuxième fils du prince Joachim de Danemark et de sa première épouse Alexandra Manley.
Felix a un frère aîné, Nikolai, ainsi qu'un demi-frère et une demi-sœur issus de la seconde union du prince Joachim : Henrik et Athena.
Il est actuellement septième dans l'ordre de succession au trône danois.

### Prénoms et baptême
Il a été baptisé le 4 octobre 2002. C'est à cette occasion que ses prénoms ont été divulgués : Felix Henrik Valdemar Christian.
Comme dans la plupart des monarchies, tous ses prénoms se réfèrent à quelqu'un d'autre :
- Felix est un prénom que ses parents ont aimé, il veut dire chanceux et heureux ;
- Henrik est le prénom de son grand-père paternel le prince Henri de Danemark ;
- Valdemar pour le roi Valdemar IV de Danemark. C'est un prénom royal porté par son père le prince Joachim et son cousin le prince Christian ;
- Christian est un prénom royal danois commun.

Ses parrains et marraines sont sa tante maternelle, Martina Bent, et des amis de ses parents, le comte Christian Ahlefeldt-Laurvig, Oscar Davidsen Siesbye, Damian Sibley et Annick Boel.

## Titulature et décorations

### Titulature
- 22 juillet 2002 – 29 avril 2008 : Son Altesse le prince Felix de Danemark (naissance) ;
- 29 avril 2008 - 1er janvier 2023 : Son Altesse le prince Felix de Danemark, comte de Monpezat ;
- depuis le 1er janvier 2023[2] : Son Excellence Felix, comte de Monpezat[3].

À la suite d'une décision de la reine Margrethe II prise le 28 septembre 2022, les enfants du prince Joachim n'utilisent plus leurs titres de princes et princesses, et perdent le prédicat d'altesse. Depuis le 1er janvier 2023, Felix est titré comte de Monpezat avec le prédicat d'excellence.

### Décorations nationales
- Grand-croix de l'ordre de Dannebrog (le 26 mai 2025)[4].
- Médaille commémorative des 75 ans du prince Henrik (11 juin 2009)
- Médaille commémorative des 70 ans de la reine Margrethe II (16 avril 2010)
- Médaille commémorative du jubilé de rubis de la reine Margrethe II (14 janvier 2012)
- Médaille commémorative des 75 ans de la reine Margrethe II (16 avril 2015)
- Médaille commémorative des noces d'or de la reine Margrethe II et du prince Henrik (10 juin 2017)
- Médaille commémorative du prince Henrik (11 juin 2018)
- Médaille commémorative des 80 ans de la reine Margrethe II (16 avril 2020)
- Médaille commémorative du jubilé d'or de la reine Margrethe II (14 janvier 2022)